# 논현로 (인천)

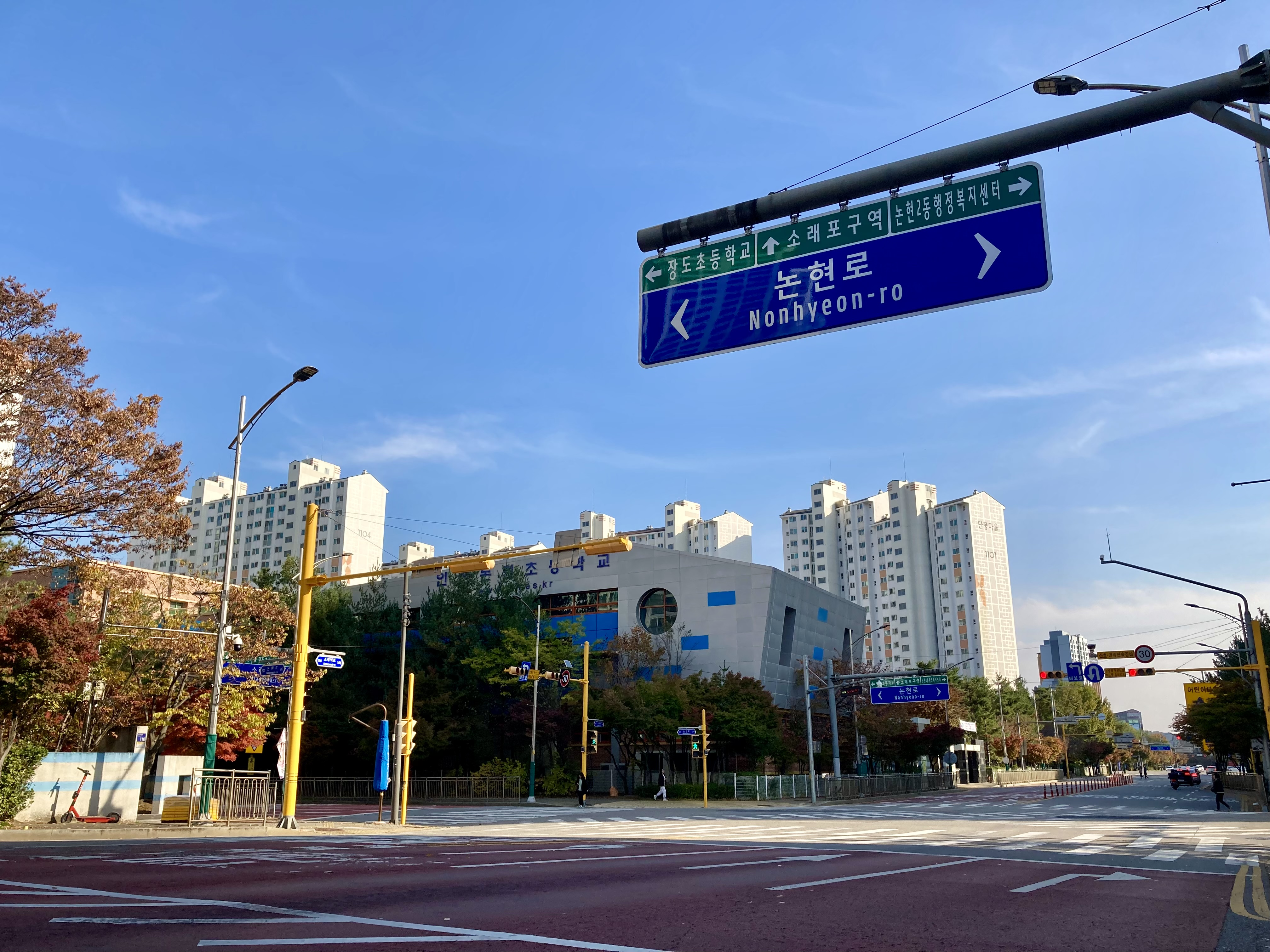
인천논현초등학교 앞 논현로 표지판

논현로(인천)은 인천광역시 남동구의 도로이다. 논현동 414-1을 기점으로 논현동 104-3을 종점으로 하는 도로이며, 2009년 11월 16일에 고시 및 효력이 발생 하였다.

## 개요
논현로(인천)은 인천광역시 논현동을 관통하는 도로임에 논현포대근린공원부터 인천제일교회, 인천힘찬종합병원, 세계로국제중고등학교, 동방초등학교, 논현신일해피트리아파트, 인천논현고등학교, 논현119안전센터, 인천논현초등학교, 논현단풍마을 트리플에듀아파트, 논현웰카운티10단지, 인천논현중학교, 인천장도초등학교 등의 건물 및 시설이 인접해 있다. 인천 논현동 대부분의 시설이 한 도로에 연결되어 있다.

## 사진

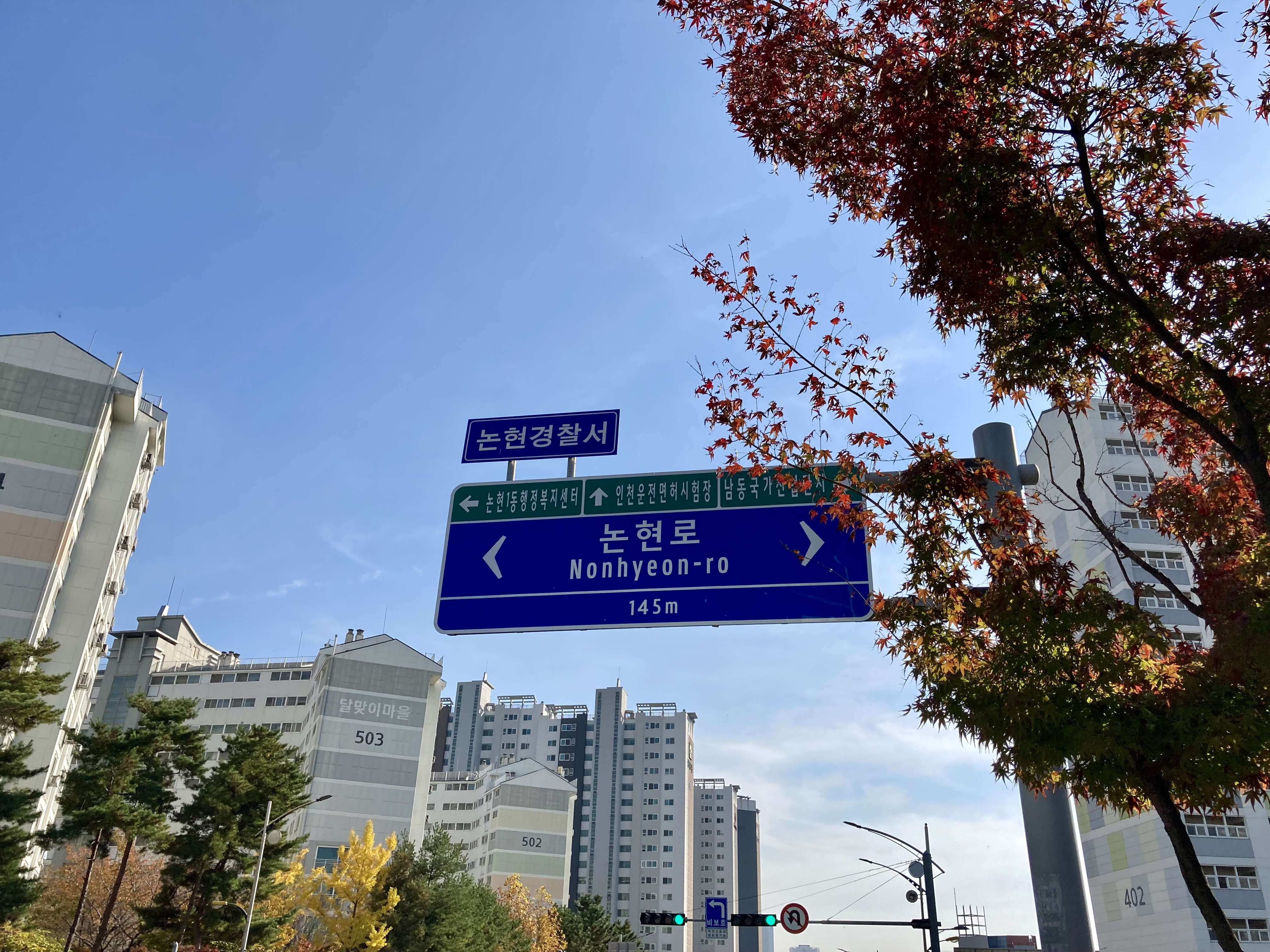
논현고잔로와 교차점
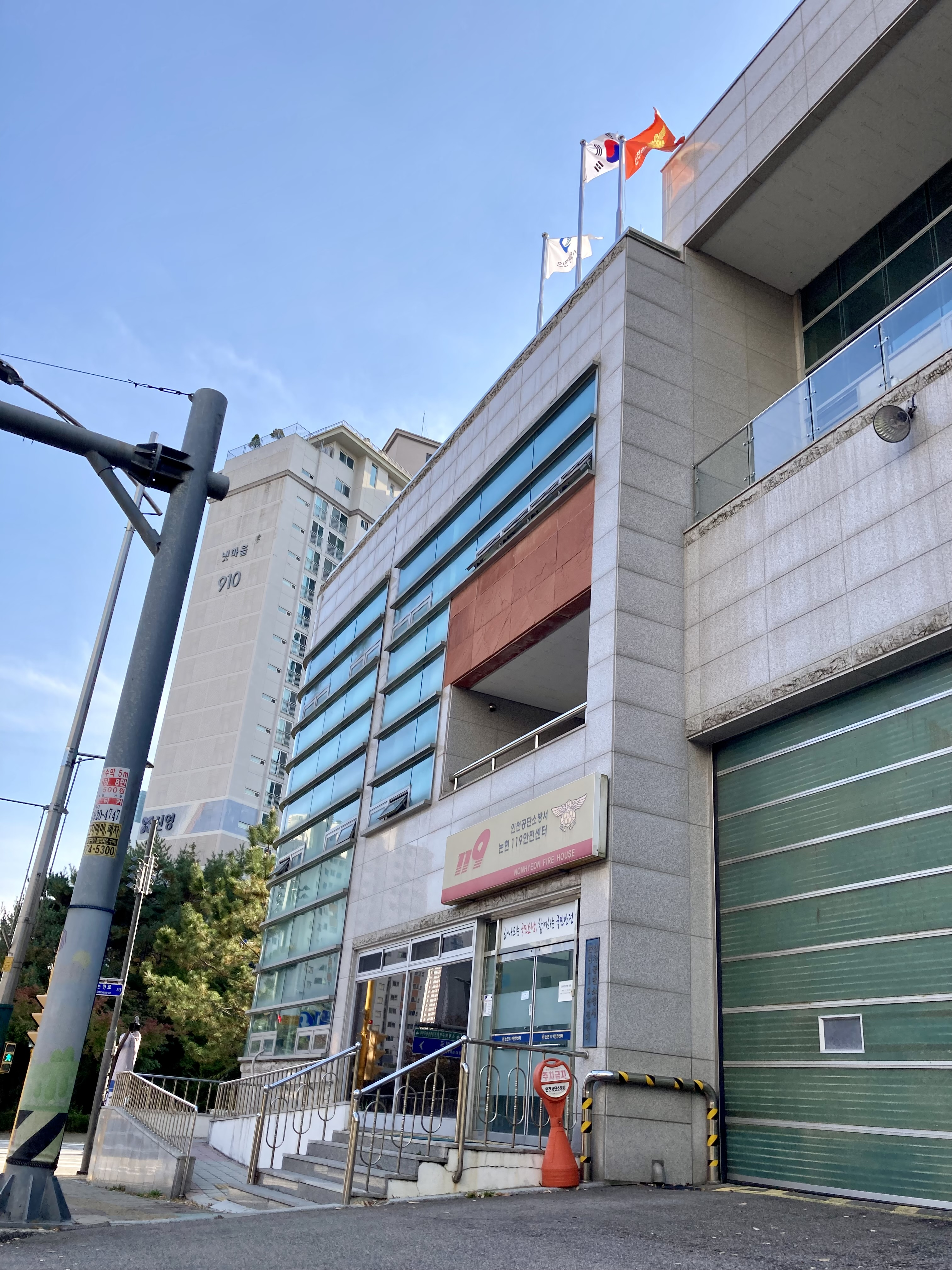
논현119안전센터

## 연결도로
- 포구로
- 소래역로
- 은행로326번길
- 논고개로
- 논현역로
- 논현고잔로
- 호구포로
- 은행로166번길